# Departamento de Rawson (kommun i Chubut)
Departamento de Rawson är en kommun i Argentina.   Den ligger i provinsen Chubut, i den södra delen av landet, 1 100 km sydväst om huvudstaden Buenos Aires. Antalet invånare är 115 829.
Omgivningarna runt Departamento de Rawson är i huvudsak ett öppet busklandskap. Runt Departamento de Rawson är det ganska glesbefolkat, med 30 invånare per kvadratkilometer.